# Sargodha
Sargodha es una localidad de Pakistán, en la provincia de Punyab.

## Demografía
Según la estimación de 2010, contaba con 600 501 habitantes.